# Jacques-Christophe Naudot

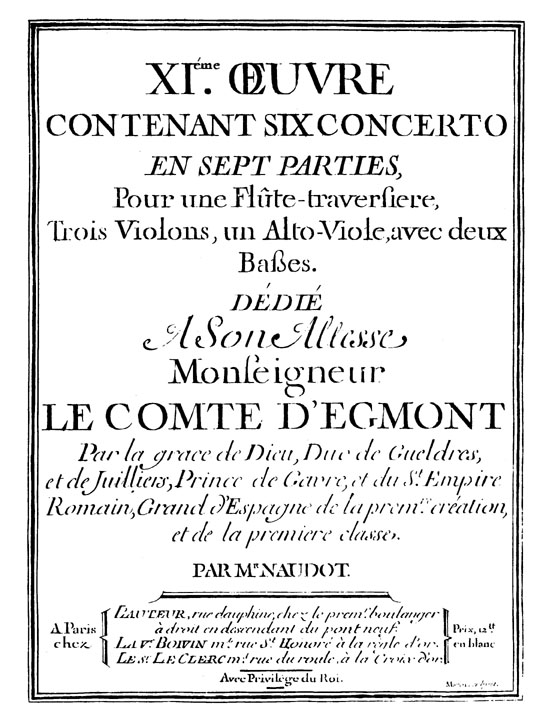
Titelseite von Naudots Op. 11

Jacques-Christophe Naudot (* um 1690; † 26. November 1762 in Paris) war ein französischer Komponist und Flötist.

## Leben
Jacques-Christophe Naudot lebte spätestens ab 1719 als „maître de flutte et de muzique“ in Paris, wo er vom jungen Grafen Egmont und Herzog von Geldern gefördert wurde, dem er mehrere Werke widmete. Selbst verschiedene königliche Druckprivilegien (ab 1726) brachten ihm kein öffentliches Amt, er bestritt seinen Lebensunterhalt vom Verkauf seiner Werke und als Flötenlehrer. In seiner Heiratsurkunde wird er lediglich als „Maitre de musique“ geführt, er wohnte im Haus eines Bäckers nahe dem Pont Neuf. Als Solist trat er häufig beim Concert spirituel in Erscheinung.
Er komponierte mehrheitlich Werke für sein Instrument, wie Konzerte, Sonaten, Duos mit und ohne Generalbass, welche hauptsächlich zwischen 1726 und 1740 in Paris veröffentlicht wurden.
Als Mitglied der gehobenen Kreise pflegte er Kontakte zu Aristokraten und reichen Bürgern, deren Protektion ihm auch musikalisch zugutekam. 1737 war er Gründungsmitglied der Freimaurerloge „Coustos-Villeroy“. Vermutlich führte er im gleichen Jahr auch den Komponisten Louis-Nicolas Clérambault und seinen Sohn in die gleiche Loge ein.
Er war mit Joseph Bodin de Boismortier bekannt, da er mit diesem 1752 zwei Werksammlungen veröffentlichte.
In seinen Werken findet sich häufig die Vièle (Drehleier) und die Musette (ein barocker Dudelsack), Instrumente, die um die Mitte des 18. Jahrhunderts in Frankreich beliebt waren. Sie unterstrichen eine Besinnung hin zum ländlichen Leben, die sich seinerzeit in Adelskreisen großer Beliebtheit erfreute.

## Werke

### Mit Opusziffer
- opus 1: 6 sonates pour la flûte traversière avec la basse (1726) – gewidmet dem Comte d’Egmont
- opus 2: 6 sonates en trio pour deux flûtes traversières et la basse (1726)
- opus 3: 6 sonates pour deux flûtes traversières sans basse (1727)
- opus 4: 6 sonates pour la flûte traversière avec la basse (1728)
- opus 5: 6 sonates pour deux flûtes traversières sans basse (1728)
- opus 6: 6 sonates pour deux flûtes traversières sans basse (1728)
- opus 7: 6 sonates et un Caprice en trio pour deux flûtes traversières, violons, et hautbois avec la basse; dont il y en a trois peuvent se jouer sur les musettes, vièles et flûtes à bec (v.1730) – der Gattin von Jean-Paris de Monmartel gewidmet.
- opus 8: 6 Fêtes rustiques en trio pour les musettes, vièles, flûtes, hautbois ou violons avec la basse (av.1737)
- opus 9: 6 sonates pour la flûte traversière avec la basse, la 5e peut se jouer sur la musette (v.1737)
- opus 10: 6 Babioles pour deux vièles, musettes ou autres instruments sans basse (1737)
- opus 11: 6 concertos en sept parties pour la flûte, trois violons, un alto-viole et deux basses (1737) – Gewidmet dem Comte d’Egmont
- opus 12: Diverses pièces pour la flûte traversière avec la basse (1737)
- opus 13: 6 sonates pour la flûte traversière avec la basse (v.1740)
- opus 14: 6 sonates dont trois sont par accords pour la vièle avec la basse (v.1740)
- opus 15: 6 sonates en trio pour deux flûtes traversières et basse (1740)
- opus 16: 6 sonates pour une flûte traversière et basse (1740)
- opus 17: 6 concertos pour les vièles ou musettes, deux violons et basse continue (1742) – Gewidmet Danguy l’aîné (ein Pariser Virtuose der vielle à roue): „A Monsieur Danguy Laisné. Monsieur, Je croirois manquer de reconnaissance, si je ne vous offrois un ouvrage qui vous doit le jour, et sur lequel vous avés tant de droit: vôtre belle Execution, vos sons touchans, le goût que vous lui donnés en le joüant qui a ravi tous ceux qui vous ont entend, sont autant de raisons pour vous l’offrir (...)“.

### Ohne Opus

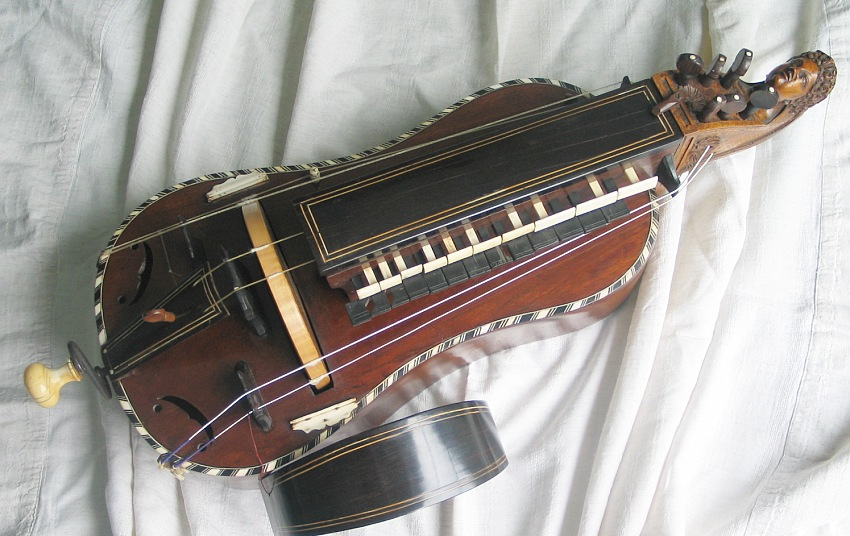
Damendrehleier mit Elfenbeineinlagen, aus dem 18. Jahrhundert

- Les Plaisirs de Champigny für Musette, Drehleier, Flöten und Bass
- Petit livre de pièces pour deux cors de chasse, für Trompete, Querflöten oder Oboen (1733)
- Divertissement champêtre en trio pour Musette oder Drehleier, Flöte und Violine (1749)
- 25 menuets pour deux cors de chasse, Trompeten, Flöten, Oboen, Violinen und Diskantgambe (1748)
- L’Etrenne d’Iris, cantate à voix seule avec accompagnement de flûte ou de violon (1736)
- Chansons notées de la très vénérable confrérie des Maçons libres (1737)
- Noëls choisis et connus avec leurs variations pour deux flûtes traversières ou autres instruments, ajustés par M. Naudot. Paris, Boismortier, Mme Boivin, Le Clerc (1752)
- Airs choisis et connus en duo avec leurs variations pour deux flûtes traversières ou autres instruments. Paris, Boismortier, Mme Boivin, Le Clerc (1752).